# Elías Bendodo
Elías Bendodo Benasayag (Málaga, 18 de agosto de 1974) es un político español, coordinador general del Partido Popular. Fue consejero de Presidencia, Administraciones Públicas e Interior y portavoz del Gobierno de la Junta de Andalucía entre el 22 de enero de 2019 y el 25 de julio de 2022. Fue presidente de la Diputación Provincial de Málaga entre 2011 y 2019.

## Biografía
Proviene de una familia judía sefardí; sus padres nacieron en Larache, Marruecos. Es licenciado en Derecho por la Universidad de Málaga, también ha realizado diversos másteres, entre los que se encuentran Dirección y Administración de Empresas, Alta Dirección de Empresas Líderes y Alta Dirección de Empresas Sociales.
Fue concejal del Ayuntamiento de Málaga desde el año 2000, cuando sustituyó, con 25 años, al concejal José María Martín Carpena al ser asesinado por ETA. En las dos últimas elecciones municipales ha ocupado el puesto número dos. Entre el año 2000 y 2005 fue presidente de las Nuevas Generaciones del PP en Málaga. Actualmente es miembro de la junta directiva y del comité regional de su partido y presidente del PP malagueño desde el año 2008 y del Patronato de Turismo de la Costa del Sol.
El 22 de enero de 2019 abandonó su acta de concejal en el Ayuntamiento malagueño en el que llevaba diecinueve años, así como la presidencia de la Diputación de Málaga, para convertirse en el nuevo consejero de Presidencia, Administraciones Públicas e Interior de la Junta de Andalucía bajo la presidencia de Juan Manuel Moreno.
Desde abril del 2022, Bendodo es coordinador general del Partido Popular nacional, bajo la presidencia de Alberto Núñez Feijóo.

## Controversias
En abril de 2024 Bendodo utilizó el artículo de Wikipedia sobre el político Salvador Illa como prueba para acusarlo por cobrar comisiones por las mascarillas en el Caso Koldo. 
En junio de 2024, un periódico andaluz relacionaba la subvención de 100.000 € del Ayuntamiento de Córdoba a un concierto del cantante Luis Miguel con una empresa de la órdita de Bendodo. 